# Anglo American
Anglo American plc è una delle più grandi società minerarie al mondo con sede a Londra, nata nel maggio 1999 dalla fusione della sudafricana Anglo American Corporation of South Africa con la società mineraria Minorco con sede in Lussemburgo.

## Storia
L'Anglo American Corporation fu fondata nel 1917 da Ernest Oppenheimer con lo scopo di sfruttare i giacimenti auriferi dell'East Rand sudafricano. Dato che gli investitori erano principalmente tedeschi e si era al culmine della prima guerra mondiale, Oppenheimer volle scegliere un nome rassicurante, che facesse credere al governo sudafricano che ben presto sarebbero affluiti capitali inglesi e americani nel Rand, come affermò un giornale dell'epoca. La società ebbe una rapida crescita e già nel 1926 divenne il maggiore azionista della società diamantifera De Beers, di cui Oppenheimer divenne presidente nel 1927.
Grazie all'espansione nel settore minerario l'Anglo American intraprese una parallela attività industriale con l'AECI (African Explosives and Chemical Industries) e la Boart Products per la produzione di macchinari per lo scavo minerario. La crescita continuò negli anni quaranta e cinquanta e le attività minerarie carbonifere vennero raggruppate nella società Coal Estates. Nel 1957, grazie alla miniera di Western Deep Levels, la società sudafricana fu in grado di estrarre oro ad una profondità doppia rispetto a quella fino ad allora raggiunta. Nello stesso anno Ernest Oppenheimer morì ed alla guida del gruppo fu nominato il figlio, il parlamentare sudafricano Harry Oppenheimer.
Nel 1961 la società fece il primo considerevole investimento al di fuori del continente africano, acquisendo parte della società canadese Hudson Bay Mining and Smelting Company. A questo fece seguito una serie di investimenti in Sudamerica, che portò alla creazione della società Minorco. Con l'acquisizione della Scaw Metals, l'Anglo American intraprese l'attività siderurgica e poco dopo quella dell'estrazione forestale e dell'industria cartiera con la fondazione della società Mondi Group nel 1967.
Alla fine degli anni settanta le sue miniere di rame in Zambia vennero nazionalizzate. Negli anni successivi grande impulso ebbe l'attività di estrazione del carbone sudafricano che portò alla nascita della società Anglo Coal. Agli inizi degli anni ottanta Oppenheimer si ritirò dalla guida dell'Anglo American e della De Beers. Negli anni novanta la società, che aveva delegato alla Minorco le attività al di fuori del continente africano, continuò la sua espansione in particolare in Sudamerica. Nel giugno 1998 le attività minerarie aurifere vennero raggruppate nella nuova società AngloGold.
Nel 1999 la Anglo American Corporation of South Africa Limited si fuse con la Minorco dando vita alla Anglo American plc con sede a Londra e quotata alle borse di Londra e Johannesburg. Con la fusione ed il successivo trasferimento a Londra la società assorbì molte delle società sussidiarie, mentre si separò dalla proprietà della De Beers, di cui la nuova società possiede attualmente il 45%. Nel 1999 l'Anglo American acquisì la società inglese di materiali da costruzione Tarmac, primo produttore di asfalto e secondo di calcestruzzo nel Regno Unito. Nel 2000 acquisì le attività di estrazione carbonifera della Shell Coal, presente principalmente in Australia, e l'anno successivo cedette la quota di maggioranza delle attività industriali AECI. Nel 2002 l'Anglo American ha acquisito la miniera cilena di rame Minera Sur Andes. Nell'aprile 2004 la società controllata AngloGold Limited si è fusa con la Ashanti Goldfields Limited per dar vita alla società mineraria per l'estrazione dell'oro AngloGold Ashanti Limited.

## Campi di attività
La Anglo American ha oltre 100.000 dipendenti e opera principalmente nei seguenti settori minerari e produttivi:
- oro, tramite la AngloGold Ashanti, una delle maggiori società al mondo per l'estrazione di oro, di cui l'Anglo American possiede oltre il 40%.
- platino, tramite la Anglo Platinum che estrae e la lavora circa il 38% della produzione mondiale di platino.
- diamanti, tramite la partecipazione del 85% nel capitale della De Beers, la maggiore azienda al mondo nel settore diamantifero.[2]
- carbone, tramite la sussidiaria Anglo Coal.
- carta e imballaggi, tramite la Mondi operante in Sudafrica, Europa, Nord America e Asia.
- metalli, tramite la Anglo Base Metals che estrae principalmente rame, zinco e nickel.
- metalli ferrosi, tramite la Anglo Ferrous Metals
- minerali industriali, tramite la Anglo Industrial Minerals che opera tramite la Tarmac nel Regno Unito che produce principalmente aggregati, asfalto, calcestruzzo, cemento e calce, e la brasiliana Copebrás che produce principalmente fertilizzanti.